# Cécile Bühlmann

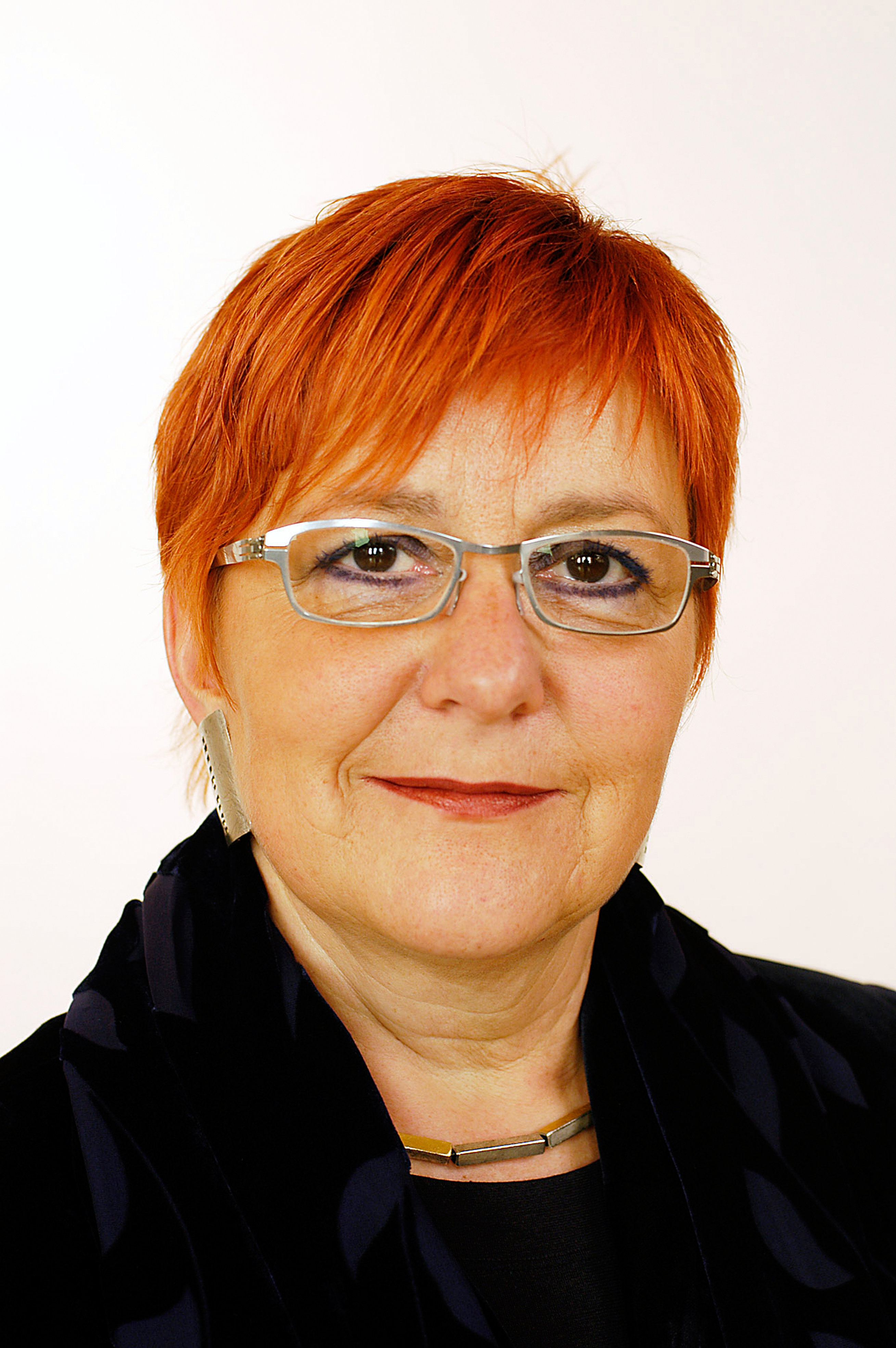
Cecile Bühlmann (2003)

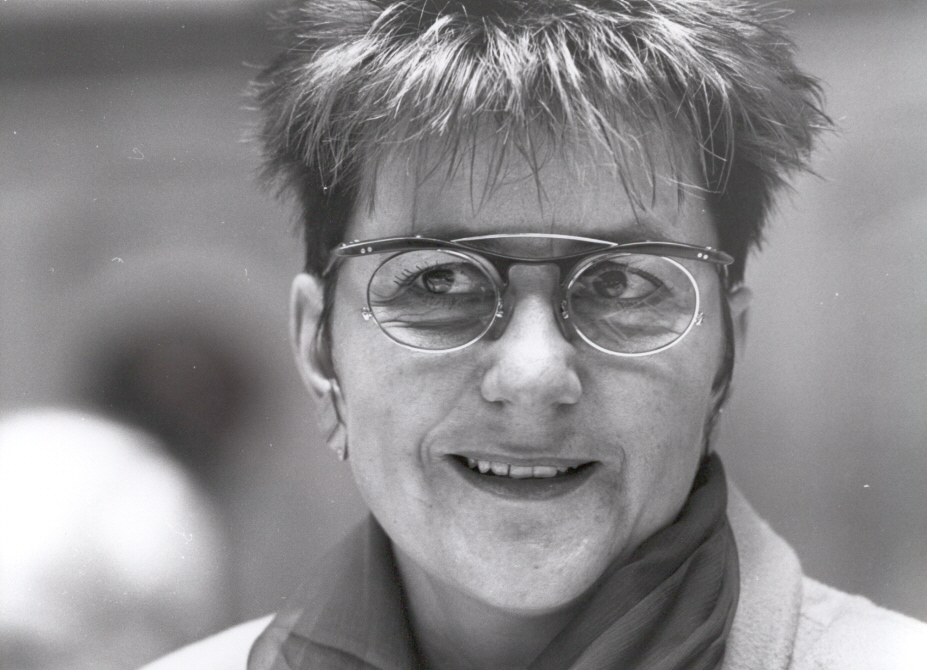
Cécile Bühlmann (1994)

Cécile Bühlmann (* 3. Dezember 1949 in Sempach, heimatberechtigt in Sempach) ist eine Schweizer Politikerin (Grüne).
Bühlmanns erstes politisches Mandat war im Grossen Stadtrat von Luzern vom Juni bis November 1991. Dann gehörte sie vom 25. November 1991 bis zum 4. März 2006 dem Nationalrat an. Dabei war sie Mitglied der Staatspolitischen Kommission und von 1993 bis 2005 Fraktionspräsidentin der Grünen. Bei der Bundesratswahl 2000 kandidierte sie erfolglos als Sprengkandidatin.
Cécile Bühlmann war von 1995 bis 2007 Vizepräsidentin der Eidgenössischen Kommission gegen Rassismus. Von 2005 bis 2013 war sie Geschäftsführerin des Christlichen Friedensdienstes cfd, einer feministischen Friedensbewegung, und 2006 bis 2018 Stiftungsratspräsidentin von Greenpeace Schweiz.
Sie ist Mitglied des Initiativkomitees der Konzernverantwortungsinitiative.
1997 wurde Cécile Bühlmann mit dem Fischhof-Preis ausgezeichnet, der vergeben wird von der Stiftung gegen Rassismus und Antisemitismus (GRA) und der Gesellschaft Minderheiten in der Schweiz (GMS).
Bühlmann ist seit 2014 pensioniert. Sie lebt in Luzern.